# The Adventure of the Actress' Jewels
The Adventure of the Actress' Jewels è un cortometraggio muto del 1914 diretto da Charles M. Seay.
Primo episodio del serial Octavius, the Amateur Detective che aveva come protagonista Barry O'Moore nel ruolo di Octavius.

## Trama
Pieno di soldi com'era, Octavius cercava qualcosa da fare. Gli venne l'idea che dopotutto desiderava fare l'investigatore. Poco dopo aver preso quella decisione, i giornali riportarono la notizia che la famosa attrice Julia Vane era stata derubata dei suoi gioielli. Colpito da impulso cavalleresco, Octavius offrì subito i suoi servigi per recuperare la refurtiva. Peccato che le gioie erano al sicuro nel portagioie della signorina Vane e che l'annuncio del furto non era stato altro che un'idea pubblicitaria del suo agente.

Sentendo che Octavius stava arrivando, Julia - incline a ogni forma di pubblicità - nascose i gioielli, accettando volentieri l'aiuto dell'investigatore che si mise subito a interrogare tutti i domestici. Mentre ritornava a casa, Octaviur pensò che aveva trascurato di esaminare il portagioie della signorina Vane per vedere se poteva rilevare qualche impronta. Ritornò così nella casa, prese la scatola (nella quale Julia aveva nuovamente riposto i suoi gioielli) lasciando un biglietto di spiegazioni.

Dopo che se ne era andato, due veri ladri entrarono nell'appartamento in cerca di bottino. Trovato il biglietto, pensarono che appariva pieno di promesse e si recarono da Octavius, dove l'investigatore dilettante si fece strappare il caso dalle mani. Julia, intanto, tornata a casa, scoprì che i gioielli erano spariti e, con la polizia, si recò da Octavius. Arrivarono per sorprendere i ladri con il bottino: s Octavius non rimase che assumere un'aria di intensa saggezza, denunciando i ladri alla polizia.

## Produzione
Il film fu prodotto dalla Edison Company.

## Distribuzione
Distribuito dalla General Film Company, il film - un cortometraggio in una bobina - uscì nelle sale cinematografiche statunitensi il 12 gennaio 1914.